# Maron (mythologie)
 (octobre 2023).
- Si vous ne connaissez pas le sujet, laissez ce bandeau (vous pouvez alors contacter les auteurs).
- Si vous supprimez le contenu mis en cause (vous pouvez préalablement contacter les auteurs),

argumentez précisément cette suppression dans la page de discussion
(un manque de référence n'est pas un argument ; une recherche réelle de référence doit avoir été effectuée, être formellement documentée).
Maron (en grec ancien mærɒn ou mærən) est un personnage mythologique. Prêtre d'Apollon à Ismarus il est le « héros du vin doux » et est mentionné parmi les compagnons de Dionysos. Une autre tradition fait de lui un prêtre d'Apollon à Maronée sur l'Ismare. Certaines légendes le lient également à la ville de Marée en Égypte[source insuffisante].
La ville de Maronée (Maroneia-Sapes) est nommée d'après Maron; ou il fut longtemps vénéré dans un sanctuaire.

## Généalogie
La généalogie de Maron est incertaine mais toujours liée à Dionysos.
Fils d'Ariane, il pourrait être le fils d'Évanthe (fils de Dionysos), d'Œnopion (fils de Dionysos), de Silène (père adoptif de Dionysos), ou de Dionysos lui-même[source insuffisante]. Il pourrait également être, à l'instar d'Évanthe, un dédoublement de Dionysos[source insuffisante].

## Description
Selon l'historien Zlatozara Gočeva, Maron était prêtre d'Apollon et organisait sa vénération dans un sanctuaire grec ou micrasiatique situé sur le littoral. Il accueillait les voyageurs méditerranéens et les protégeait. La population locale et les colons cohabitaient probablement en paix au vu de la grande popularité du culte d’Apollon comme dieu protecteur dans cette région. Il est peu probable qu'il ait été un roi Cicones car bien que dans quelques passages de son œuvre, Homère donne des renseignements sur les Cicones et leurs chefs, il n'est nulle part mentionné l’existence d’un lien quelconque entre Maron et eux.

## Dans l'Odyssée
Dans l'Odyssée (Livre IX, vers 193), avant de faire boire Polyphème pour l'endormir, Ulysse raconte: 
« J'ordonne à mes compagnons de rester près du navire pour le garder ; puis je choisis douze de mes plus vaillants guerriers, et je prends encore avec moi une outre de peau de chèvre remplie d'un vin délicieux que me donna Maron, fils d'Évatithée, prêtre d'Apollon. — Maron régnait sur la ville d'Ismare, et il habitait le bois sacré du brillant dieu du jour ; nous, pleins de vénération pour ce prêtre, nous le protégeâmes, lui, sa femme, ses enfants, et, en récompense, il me combla de présents magnifiques : il me donna sept talents d'or d'un travail précieux, un cratère d'argent, et il remplit douze amphores d'un vin suave et pur, véritable breuvage des dieux ; hors Maron, sa femme et l'intendante, nul dans la maison, pas même les esclaves, ne croyait à l'existence du vin détectable qu'il nous fit présent. »

## Lien avec la Maroneia-Sapes
Plusieurs travaux de littérature ont lié Maron avec la colonie égéenne de Maronée, fondée plus tard. Le nom de Maronée apparaît pour la première fois chez Hécatée, qui le lie directement à la ville des Cicones. Il ne fait cependant pas mention de Maron mais d’un lac, portant le nom de Maris. Pour D. Detschew Maris serait un nom thrace.